# Кулска средновековна църква
Кулската средновековна църква е българска средновековна православна църква в развалини в петричкото село Кулата, България.

## История
Църквата е разкрита при строителни работи през 1958 година в двора на училището на Кулата и е проучена от археолога Атанас Милчев, след което основите са зарити.

## Архитектура
В архитектурно отношение църквата е кръстокуполна сграда с вписан кръст и притвор на запад. Размерите са 15,55 m на 11,40 m, стените са дебели 0,78 m до 0,95 m, а тези на конхите 1,10 m. Църквата е триконхална – трансептът на север и юг завършва в конхи. Апсидата на изток отвън е тристенна, а освен нея има и полукръгли протезис и диаконикон. На юг в притвора има кръщелня, в която е открит купел. В притвора на север има параклис и така църквата става четириапсидна – най-старият пример за многопрестолна църква в България и вероятно местна адаптация на армено-грузинския храмов тип от IX – X век. Подът на храма е от мраморни плочи. Храмът е изграден от дялани камъни, като фасадата е от блокове от бигор, а вътрешните стени са запечатани с речни камъни. Върху мазилката във вътрешността е имало стенописи.
Около храма са открити стъкла от прозорци, метални предмети, керамика и монети на император Мануил I Комнин (1143 – 1180), както и погребения обхващащи периода от X до XIX век.